# Suối khoáng Tháp Bà
Suối khoáng Tháp Bà là nơi chăm sóc sức khỏe và là điểm tham quan của thành phố Nha Trang. Nơi đây có rất nhiều dịch vụ dùng để chăm sóc sức khỏe trong đó ngâm và tắm bùn khoáng là chủ yếu. Nằm cách trung tâm thành phố Nha Trang khoảng 04 km về hướng Bắc, sau lưng Tháp Bà Ponagar và đi xe khoảng 20 phút là đến nơi.

## Các dịch vụ
Có nhiều dịch vụ tại đây phong phú như: ngâm bùn khoáng nóng trong bồn gỗ riêng biệt, ngâm bùn khoáng tập thể, ngâm nước khoáng nóng, hồ bơi khoáng ấm, thư giãn dưới thác nước đôi, ôn tuyền thủy liệu pháp, vật lý trị liệu, Khoáng Tiên Sa và Hồ Bơi khoáng lạnh… Bên cạnh đó, hệ thống nhà hàng, barber-shop, nhà nghỉ dưỡng và bungalow… cung cấp cho du khách vừa chữa bệnh vừa nghỉ dưỡng chăm sóc sức khỏe. Đây là một trong những điểm thu hút du khách và là điểm nằm trong du lịch chăm sóc sức khỏe được du khách quan tâm.

## Lịch sử hình thành
Tại thôn Đắc Lộc và Xã Vĩnh Phương thành phố Nha Trang Khánh Hoà có một mỏ nước khoáng nóng mặn do Liên Đoàn Địa Chất Thủy Văn - Địa Chất Công Trình Miền Trung thăm dò phát hiện và khoan kỹ thuật năm 1994, khi nước lên thì là nước nóng mặn không thể dùng để đóng chai được, phải dùng 13 tấn xi măng đổ xuống lắp kín lỗ khoan để không làm ảnh hưởng tới môi trường xung quanh (làng mạc ruộng vườn của xã Vĩnh Phương).
Từ khoảng năm 1995 tại Khánh Hoà xuất lộ một số mỏ bùn khoáng vô cơ. Cứ đến mùa mưa một lượng bùn khoáng chảy tràn ngập ruộng che lấp hoa màu làm úng cây cối xung quanh, hơn thế nữa, làm ảnh hưởng đến cuộc sống của người dân nghèo vùng nông thôn.
Từ những điều kiện trên, các nhà đầu tư đã hình thành ý tưởng: dùng nguồn nước khoáng nóng mặn và bùn khoáng vô cơ để phục vụ cho du lịch nghỉ dưỡng và chữa bệnh cho cộng đồng.
Từ đó, Trung tâm Du lịch Suối Khoáng Nóng Tháp Bà được khởi công xây dựng vào tháng 9 năm 1999 và khai trương phục vụ khách vào ngày 29/01/2000.
Để sử dụng nước khoáng nóng mặn và bùn khoáng vô cơ tại Khánh Hòa ở Trung tâm Du lịch Suối Khoáng Nóng Tháp Bà Nha Trang một cách có hiệu quả và khoa học hơn. Tháng 12/2002 Công ty Sao Mai Thế Kỉ 21 đã phối hợp cùng Bệnh viện Phục Hồi Chức năng (Sầm Sơn - Thanh Hóa), Ngành Y tế Khánh Hòa, Bệnh viện Điều Dưỡng và phục hồi Chức năng Khánh Hòa, Bệnh viện Da Liễu Khánh Hòa, vụ điều trị Bộ Y tế, Trường Đại Học Y Hà Nội và Hội Phục Hồi Chức năng Việt Nam đã thực hiện đề tài khoa học"nghiên cứu" tính chất lý hóa nguồn nước khoáng Vĩnh Phương và bùn khoáng Ninh Hòa đánh giá kết quả trong điều trị các bệnh xương khớp và da.

## Hạn chế
- Nằm cách thành phố rất gần - tuy nhiên do đường hẹp - chỉ có xe du lịch mới có thể vào. Hạn chế cho du khách khi vào sâu bên trong đối với xe lớn, đường xấu và diện tích hạn hẹp nên phần nào làm giảm khả năng thu hút du khách.